# Mudigere
Mudigere é uma panchayat (vila) no distrito de Chikmagalur, no estado indiano de Karnataka.

## Geografia
Mudigere está localizada a 13° 08′ N, 75° 38′ L. Tem uma altitude média de 915 metros (3001 pés).

## Demografia
Segundo o censo de 2001, Mudigere tinha uma população de 8962 habitantes. Os indivíduos do sexo masculino constituem 51% da população e os do sexo feminino 49%. Mudigere tem uma taxa de literacia de 82%, superior à média nacional de 59,5%: a literacia no sexo masculino é de 85% e no sexo feminino é de 79%. Em Mudigere, 10% da população está abaixo dos 6 anos de idade.